# Tavian Dunn-Martin
Tavian Dunn-Martin (Huntington, Virginia Occidental; 16 de marzo de 1998) es un baloncestista estadounidense que pertenece a la plantilla del equipo neerlandés del Donar Groningen, de la BNXT League. Con 1,73 metros de estatura, juega en la posición de base.

## Trayectoria deportiva

### Universidad
Jugó una temporada con los Zips de la Universidad de Akron, en la que promedió 4,0 puntos y 1,1 asistencias por partido. Al término de la misma, solicitó ser transferido.
Tras la temporada en blanco que mandaba la normativa de la NCAA, jugó tres temporadas con los Dukes de la Universidad Duquesne, en las que promedió 9,2 puntos, 1,8 rebotes, 2,7 asistencias y 1,1 robos de balón por partido. En su primera temporada en el equipo fue elegido mejor sexto hombre de la Atlantic 10 Conference.
Al término de su etapa universitaria, fue transferido como jugador graduado a los Eagles de la Universidad de la Costa del Golfo de Florida, donde jugó una temporada en la que promedió 21,4 puntos y 6,0 asistencias por encuentro, siendo elegido Debutante del Año de la Atlantic Sun Conference e incluido en el mejor quinteto de la conferencia.

### Profesional
Tras no ser elegido en el Draft de la NBA de 2022, el 22 de agosto firmó su primer contrato profesional con el KK Tajfun Sentjur de la liga eslovena. Allí jugó una temporada, promediando 20,1 puntos y 6,4 asistencias por partido, acabando como el máximo anotador de la competición.
El 11 de septiembre de 2023 fichó por el Chorale Roanne Basket de la LNB Pro A francesa, pero solo llegó a disputar siete partidos, en los que promedió 12,1 puntos y 4,3 asistencias, hasta que el 29 de octubre rescindiera su contrato de mutuo acuerdo con el club.
El 21 de noviembre de 2023 se comprometió con el equipo montenegrino del KK Mornar de la ABA Liga.
En enero de 2025 fichó por el equipo neerlandés del Donar Groningen, de la BNXT League.